# St. Leonhard (Birkenfelde)

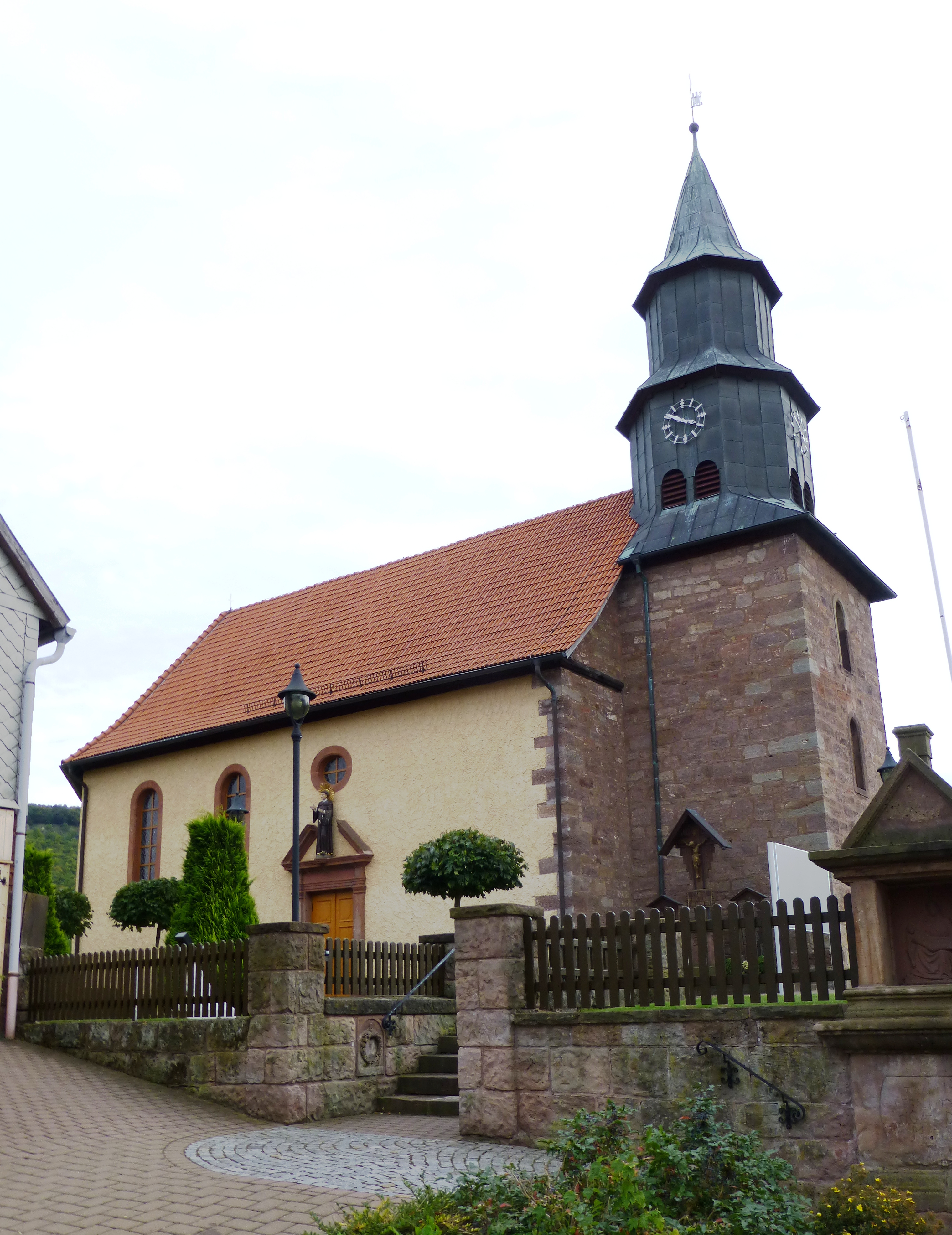
St. Leonhard

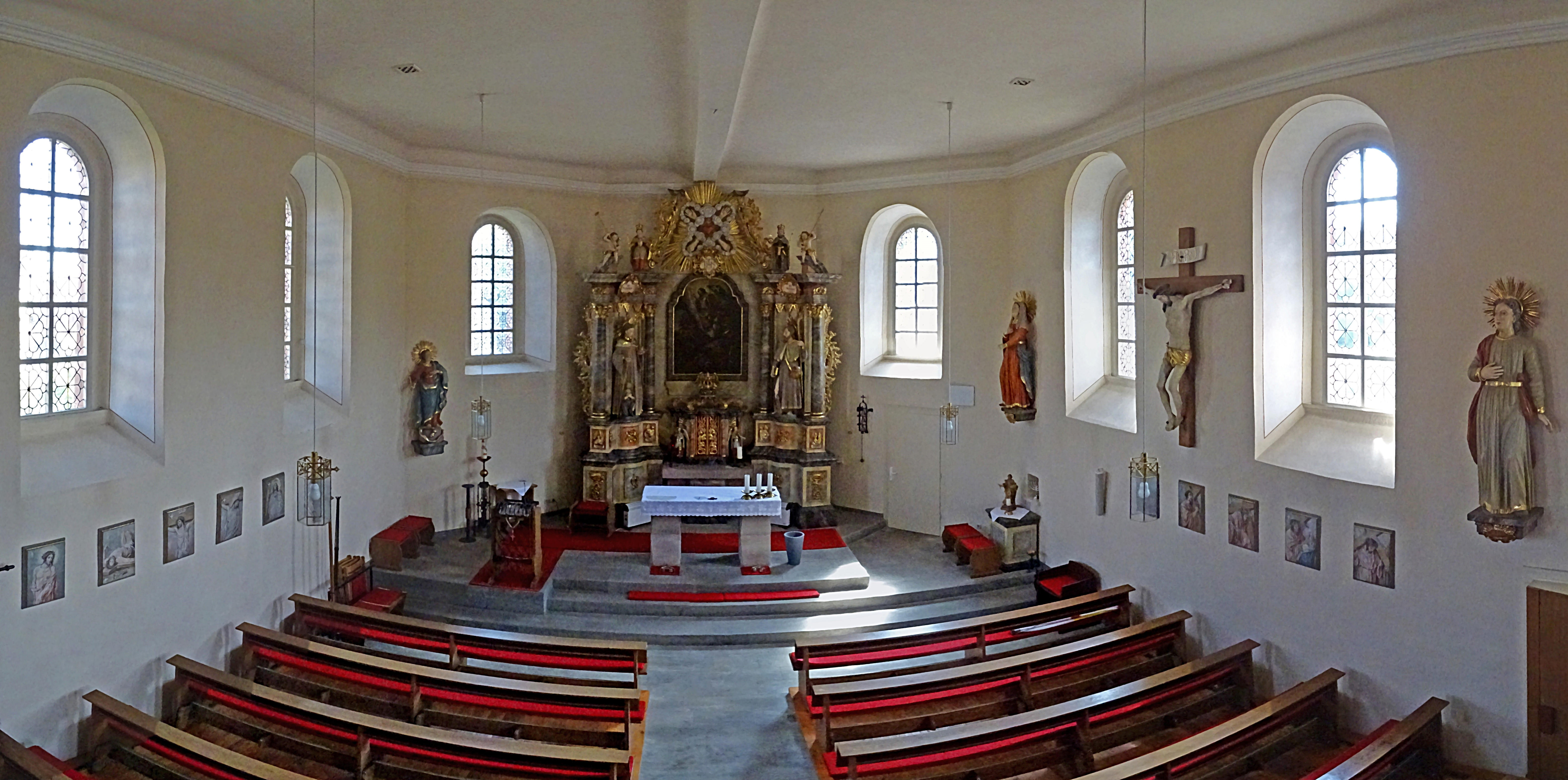
Innenraum-Panorama

Die römisch-katholische Filialkirche St. Leonhard steht in Birkenfelde, in der Landgemeinde Uder im thüringischen Landkreis Eichsfeld. Sie ist Filialkirche der Pfarrei St. Jakobus der Ältere Uder im Dekanat Heiligenstadt des Bistums Erfurt. Sie trägt das Patrozinium des heiligen Leonhard von Limoges.

## Geschichte

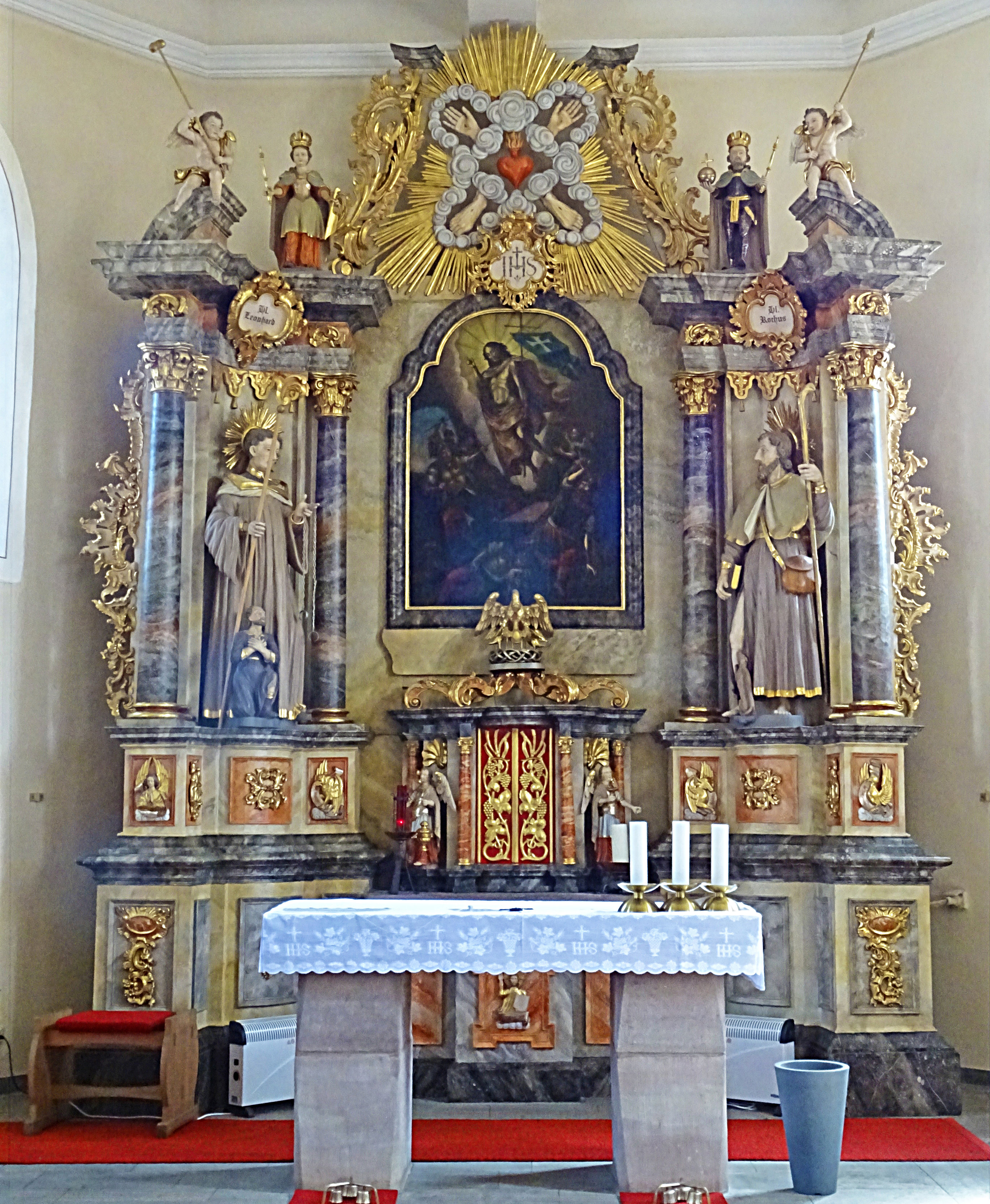
Der barocke Altar

Die heutige Kirche im Ort Birkenfelde wurde in den Jahren 1708 bis 1711 als Nachfolgerin einer kleineren, baufällig gewordenen Wehrkirche erbaut. Fachleute vermuten, auch gestützt auf die Proportionen von Kirchturm und Kirchenschiff, dass der Turm des Vorgängerbaus erhalten blieb. Die Kirche steht mitten im Dorf auf einem Felsmassiv und ist daher nur über von Norden über einen ebenen Weg erreichbar. In die anderen Richtungen wird das Grundstück von einer bis zu acht Meter hohen Mauer gestützt.

## Ausstattung

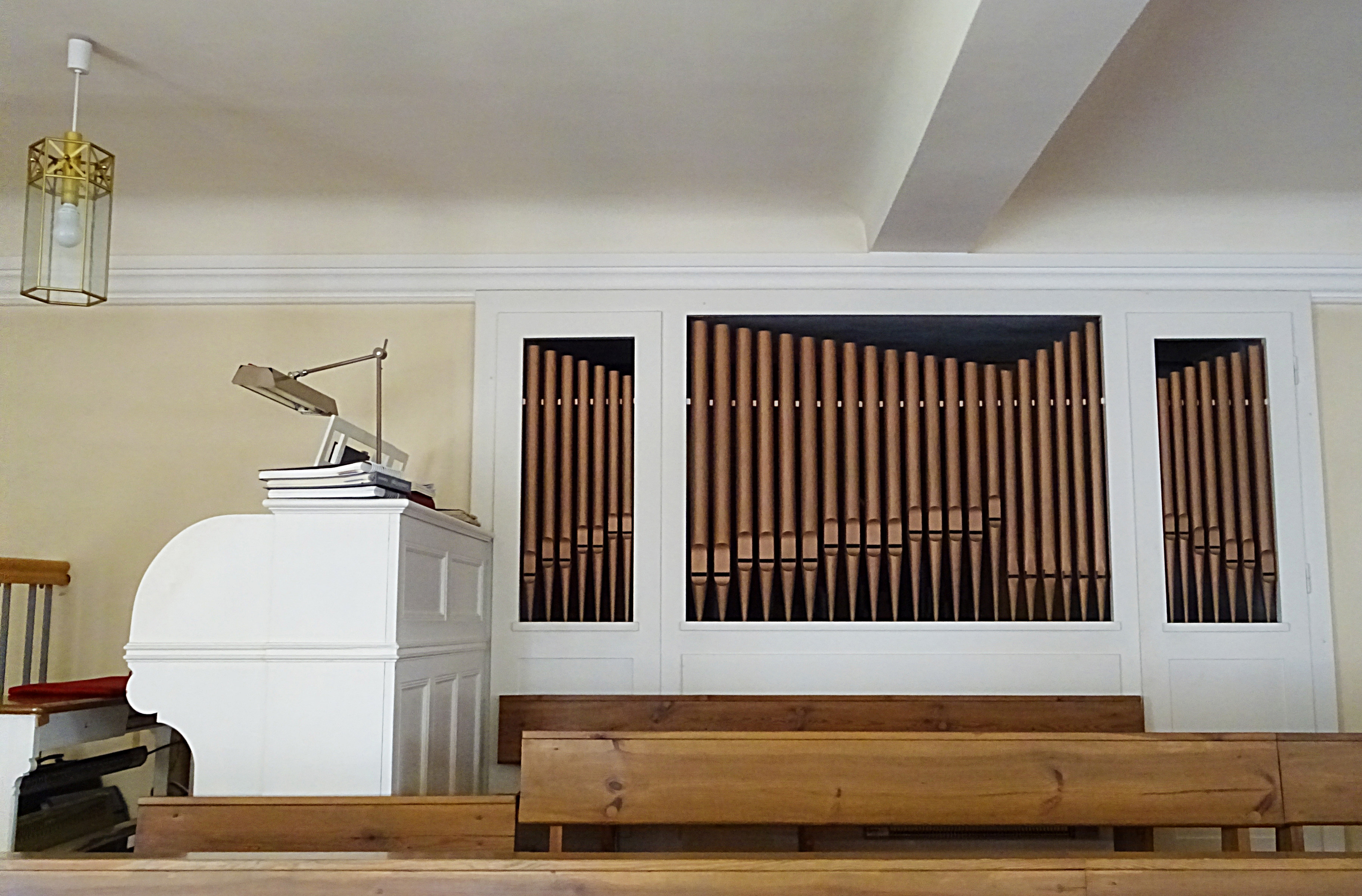
Feith-Orgel

Die barocke Dorfkirche besitzt einen Altar aus dem Jahre 1715 (Altarbild: Auferstehung Jesu Christi). Am Altarstein ruhen Reliquien der Heiligen Cäcilia, Candidus und Pius.

## Orgel
Die Orgel wurde 1910 von Franz Eggert und Anton Feith aus Paderborn geschaffen.